# بلكلاء (الملاجم)

تعديل مصدري - تعديل

بلكلاء هي إحدى قرى عزلة ذي خير بمديرية الملاجم التابعة لمحافظة البيضاء، بلغ تعداد سكانها 221 نسمة حسب تعداد اليمن لعام 2004.

## المحلات التابعة للقرية
| م        | المحلة      | عدد المساكن | عدد الأسر | الذكور | الأناث | الإجمالي |
| -------- | ----------- | ----------- | --------- | ------ | ------ | -------- |
| 1        | بلكلا       | 14          | 14        | 52     | 100    | 152      |
| 2        | المخنق      | 4           | 4         | 14     | 21     | 35       |
| 3        | شعب الفرنجى | 3           | 3         | 21     | 13     | 34       |
| الإجمالي | الإجمالي    | 21          | 21        | 87     | 134    | 221      |